# Chelsea Football Club 2020-2021
Questa voce raccoglie le informazioni riguardanti il Chelsea Football Club nelle competizioni ufficiali della stagione 2020-2021.

## Stagione
Dopo una prima parte di stagione deludente, a gennaio il Chelsea opta per l'avvicendamento in panchina tra Frank Lampard ed il nuovo allenatore, il tedesco Thomas Tuchel, già tecnico del Paris Saint-Germain. La squadra si risolleva e chiude al quarto posto in campionato. In FA Cup arriva in finale, perdendo per 1-0 contro il Leicester City. Anche in Champions League raggiunge la finale ma l'esito è diverso: il 29 maggio, a Porto, una rete di Kai Havertz consente ai Blues di sconfiggere i connazionali del Manchester City per 1-0 e di mettere in bacheca il massimo alloro continentale per la seconda volta nella storia del club.

## Maglie e sponsor
|  | Casa | Trasferta | Terza divisa |

## Rosa
Rosa, numerazione e ruoli sono aggiornati al 5 febbraio 2021.
| N. |                        | Ruolo | Calciatore               |
| -- | ---------------------- | ----- | ------------------------ |
| 1  | Spagna (bandiera)      | P     | Kepa Arrizabalaga        |
| 2  | Germania (bandiera)    | D     | Antonio Rüdiger          |
| 3  | Spagna (bandiera)      | D     | Marcos Alonso            |
| 4  | Danimarca (bandiera)   | D     | Andreas Christensen      |
| 5  | Italia (bandiera)      | C     | Jorginho (vice-capitano) |
| 6  | Brasile (bandiera)     | D     | Thiago Silva             |
| 7  | Francia (bandiera)     | C     | N'Golo Kanté             |
| 8  | Inghilterra (bandiera) | C     | Ross Barkley             |
| 9  | Inghilterra (bandiera) | A     | Tammy Abraham            |
| 10 | Stati Uniti (bandiera) | C     | Christian Pulisic        |
| 11 | Germania (bandiera)    | A     | Timo Werner              |
| 12 | Inghilterra (bandiera) | C     | Ruben Loftus-Cheek       |
| 13 | Argentina (bandiera)   | P     | Willy Caballero          |
| 14 | Inghilterra (bandiera) | D     | Fikayo Tomori            |
| 15 | Francia (bandiera)     | D     | Kurt Zouma               |

| N. |                        | Ruolo | Calciatore                   |
| -- | ---------------------- | ----- | ---------------------------- |
| 16 | Senegal (bandiera)     | P     | Edouard Mendy                |
| 17 | Croazia (bandiera)     | C     | Mateo Kovačić                |
| 18 | Francia (bandiera)     | A     | Olivier Giroud               |
| 19 | Inghilterra (bandiera) | C     | Mason Mount                  |
| 20 | Inghilterra (bandiera) | C     | Callum Hudson-Odoi           |
| 21 | Inghilterra (bandiera) | D     | Ben Chilwell                 |
| 22 | Marocco (bandiera)     | C     | Hakim Ziyech                 |
| 23 | Scozia (bandiera)      | C     | Billy Gilmour                |
| 24 | Inghilterra (bandiera) | D     | Reece James                  |
| 28 | Spagna (bandiera)      | D     | César Azpilicueta (capitano) |
| 29 | Germania (bandiera)    | C     | Kai Havertz                  |
| 31 | Inghilterra (bandiera) | P     | Nathan Baxter                |
| 33 | Italia (bandiera)      | D     | Emerson Palmieri             |
| 55 | Inghilterra (bandiera) | C     | Tino Anjorin                 |

## Calciomercato

### Sessione estiva
| Acquisti | Acquisti      | Acquisti            | Acquisti                                       |
| R.       | Nome          | da                  | Modalità                                       |
| -------- | ------------- | ------------------- | ---------------------------------------------- |
| P        | Edouard Mendy | Rennes              | definitivo (24 milioni + 6 milioni € di bonus) |
| D        | Ben Chilwell  | Leicester City      | definitivo (50,2 milioni €)                    |
| D        | Malang Sarr   | Nizza               | svincolato                                     |
| D        | Thiago Silva  | Paris Saint-Germain | svincolato                                     |
| C        | Kai Havertz   | Bayer Leverkusen    | definitivo (80 milioni €)                      |
| C        | Hakim Ziyech  | Ajax                | definitivo (40 milioni €)                      |
| A        | Timo Werner   | RB Lipsia           | definitivo (53 milioni €)                      |

| Cessioni | Cessioni           | Cessioni        | Cessioni                  |
| R.       | Nome               | da              | Modalità                  |
| -------- | ------------------ | --------------- | ------------------------- |
| P        | Jamie Cumming      | Stevenage       | prestito                  |
| D        | Marc Guehi         | Swansea City    | prestito                  |
| D        | Davide Zappacosta  | Genoa           | prestito                  |
| C        | Lewis Baker        | Trabzonspor     | prestito                  |
| C        | Mario Pašalić      | Atalanta        | definitivo (15 milioni €) |
| A        | Michy Batshuayi    | Crystal Palace  | prestito                  |
| A        | Armando Broja      | Vitesse         | prestito                  |
| A        | Álvaro Morata      | Atlético Madrid | definitivo (56 milioni €) |
| A        | Pedro              | Roma            | svincolato                |
| A        | Willian            | Arsenal         | svincolato                |
| C        | Ross Barkley       | Aston Villa     | prestito                  |
| C        | Tiémoué Bakayoko   | Napoli          | prestito (2 milioni €)    |
| C        | Ruben Loftus-Cheek | Fulham          | prestito                  |
| D        | Malang Sarr        | Porto           | prestito                  |
| D        | Jake Clarke-Salter | Birmingham City | prestito                  |
| C        | Victor Moses       | Spartak Mosca   | prestito                  |

### Sessione invernale
| Acquisti | Acquisti | Acquisti | Acquisti |
| R.       | Nome     | da       | Modalità |
| -------- | -------- | -------- | -------- |

| Cessioni | Cessioni          | Cessioni  | Cessioni |
| R.       | Nome              | a         | Modalità |
| -------- | ----------------- | --------- | -------- |
| C        | Danny Drinkwater  | Kasımpaşa | prestito |
| D        | Fikayo Tomori     | Milan     | prestito |
| D        | Abdul Rahman Baba | PAOK      | prestito |

## Risultati

### Premier League

#### Girone di andata
| Arbitro: | Pawson |

|              |           |                                         |
| Trossard 54’ | Marcatori | 23’ (rig.) Jorginho 56’ James 66’ Zouma |

| Arbitro: | Tierney |

|  |           |               |
|  | Marcatori | 50’, 54’ Mané |

| Arbitro: | Moss |

|                              |           |                                  |
| Robinson 4’, 25’ Bartley 27’ | Marcatori | 55’ Mount 70’ Odoi 90+3’ Abraham |

| Arbitro: | Oliver |

|                                                       |           |  |
| Chilwell 50’ Zouma 66’ Jorginho 78’ (rig.) 83’ (rig.) | Marcatori |  |

| Arbitro: | Jones |

|                             |           |                                          |
| Werner 15’, 29’ Havertz 59’ | Marcatori | 43’ Ings 57’ Che Adams 90+2’ Vestergaard |

| Manchester 24 ottobre 2020, ore 17:30 WEST 6ª giornata | Manchester Utd | 0 – 0 referto | Chelsea | Old Trafford (0 spett.)\| Arbitro: \| Atkinson \| |
| Arbitro:                                               | Atkinson       |               |         |                                                   |

| Arbitro: | Coote |

|  |           |                                 |
|  | Marcatori | 26’ Ziyech 63’ Zouma 70’ Werner |

| Arbitro: | Moss |

|                                               |           |               |
| Abraham 23’ Chilwell 34’ Silva 77’ Werner 80’ | Marcatori | 9’ McGoldrick |

| Arbitro: | Pawson |

|  |           |                                  |
|  | Marcatori | 10’ (aut.) Fernández 65’ Abraham |

| Londra 29 novembre 2020, ore 16:30 WET 10ª giornata | Chelsea | 0 – 0 referto | Tottenham | Stamford Bridge (0 spett.)\| Arbitro: \| Tierney \| |
| Arbitro:                                            | Tierney |               |           |                                                     |

| Arbitro: | Friend |

|                                    |           |            |
| Giroud 27’ Zouma 61’ Pulisic 90+3’ | Marcatori | 4’ Bamford |

| Arbitro: | Moss |

|                       |           |  |
| Sigurðsson 22’ (rig.) | Marcatori |  |

| Arbitro: | Attwell |

|                        |           |            |
| Podence 66’ Neto 90+5’ | Marcatori | 49’ Giroud |

| Arbitro: | Kavanagh |

|                            |           |  |
| Silva 10’ Abraham 78’, 80’ | Marcatori |  |

| Arbitro: | Oliver |

|                                         |           |             |
| Lacazette 34’ (rig.) Xhaka 44’ Saka 56’ | Marcatori | 85’ Abraham |

| Arbitro: | Attwell |

|            |           |              |
| Giroud 34’ | Marcatori | 50’ El Ghazi |

| Arbitro: | Taylor |

|                   |           |                                      |
| Hudson-Odoi 90+2’ | Marcatori | 18’ Gündoğan 21’ Foden 34’ De Bruyne |

| Arbitro: | Pawson |

|                       |           |  |
| Ndidi 6’ Maddison 41’ | Marcatori |  |

| Arbitro: | Bankes |

|  |           |           |
|  | Marcatori | 78’ Mount |

#### Girone di ritorno
| Londra 27 gennaio 2021, ore 18:00 WET 20ª giornata | Chelsea | 0 – 0 referto | Wolverhampton | Stamford Bridge (0 spett.)\| Arbitro: \| Madley \| |
| Arbitro:                                           | Madley  |               |               |                                                    |

| Arbitro: | Scott |

|                            |           |  |
| Azpilicueta 40’ Alonso 84’ | Marcatori |  |

| Arbitro: | Marriner |

|  |           |                     |
|  | Marcatori | 24’ (rig.) Jorginho |

| Arbitro: | Friend |

|                    |           |                               |
| Rüdiger 55’ (aut.) | Marcatori | 43’ Mount 58’ (rig.) Jorginho |

| Arbitro: | Bankes |

|                       |           |  |
| Giroud 31’ Werner 39’ | Marcatori |  |

| Arbitro: | Taylor |

|              |           |                  |
| Minamino 33’ | Marcatori | 54’ (rig.) Mount |

| Londra 28 febbraio 2021, ore 16:30 WET 26ª giornata | Chelsea | 0 – 0 referto | Manchester Utd | Stamford Bridge (0 spett.)\| Arbitro: \| Attwell \| |
| Arbitro:                                            | Attwell |               |                |                                                     |

| Arbitro: | Coote |

|                                        |           |  |
| Godfrey 31’ (aut.) Jorginho 65’ (rig.) | Marcatori |  |

| Leeds 13 marzo 2021, ore 12:30 WET 28ª giornata | Leeds Utd | 0 – 0 referto | Chelsea | Elland Road (0 spett.)\| Arbitro: \| Friend \| |
| Arbitro:                                        | Friend    |               |         |                                                |

| Arbitro: | Pawson |

|  |           |           |
|  | Marcatori | 42’ Mount |

| Arbitro: | Coote |

|                       |           |                                                             |
| Pulisic 27’ Mount 72’ | Marcatori | 45+2’, 45+4’ Matheus Pereira 63’, 90+1’ Robinson 68’ Diagne |

| Arbitro: | Oliver |

|             |           |                                       |
| Benteke 63’ | Marcatori | 8’ Havertz 10’, 78’ Pulisic 30’ Zouma |

| Londra 20 aprile 2021, ore 20:15 WEST 32ª giornata | Chelsea | 0 – 0 | Brighton | Stamford Bridge (0 spett.)\| Arbitro: \| Attwell \| |
| Arbitro:                                           | Attwell |       |          |                                                     |

| Arbitro: | Kavanagh |

|  |           |            |
|  | Marcatori | 43’ Werner |

| Arbitro: | Friend |

|                  |           |  |
| Havertz 10’, 49’ | Marcatori |  |

| Arbitro: | Taylor |

|              |           |                         |
| Sterling 44’ | Marcatori | 63’ Ziyech 90+2’ Alonso |

| Arbitro: | Marriner |

|  |           |                |
|  | Marcatori | 16’ Smith Rowe |

| Arbitro: | Dean |

|                                 |           |               |
| Rudiger 47’ Jorginho 66’ (rig.) | Marcatori | 76’ Iheanacho |

| Arbitro: | Attwell |

|                                |           |              |
| Traoré 43’ El Ghazi 52’ (rig.) | Marcatori | 70’ Chilwell |

### FA Cup
| Arbitro: | England |

|                                           |           |  |
| Mount 18’ Werner 44’ Odoi 49’ Havertz 85’ | Marcatori |  |

| Arbitro: | Coote |

|                       |           |           |
| Abraham 11’, 17’, 74’ | Marcatori | 30’ Clark |

| Arbitro: | Atkinson |

|  |           |             |
|  | Marcatori | 64’ Abraham |

| Arbitro: | Madley |

|                                 |           |  |
| Norwood 24’ (aut.) Ziyech 90+2’ | Marcatori |  |

| Arbitro: | Dean |

|            |           |  |
| Ziyech 55’ | Marcatori |  |

| Arbitro: | Oliver |

|  |           |               |
|  | Marcatori | 63’ Tielemans |

### EFL Cup
| Arbitro: | Bond |

|                                                          |           |  |
| Abraham 19’ Havertz 28’, 55’, 65’ Barkley 49’ Giroud 83’ | Marcatori |  |

| Arbitro: | Mason |

|                                 |                      |                                    |
| Lamela 83’                      | Marcatori            | 19’ Werner                         |
| Dier Lamela Højbjerg Lucas Kane | Tiri di rigore 5 – 4 | Abraham Azpilicueta Jorginho Mount |

### UEFA Champions League

#### Fase a gironi
| Londra 20 ottobre 2020, ore 21:00 CEST 1ª giornata | Chelsea | 0 – 0 referto | Siviglia | Stamford Bridge (0 spett.)\| Arbitro: \| Massa \| |
| Arbitro:                                           | Massa   |               |          |                                                   |

| Arbitro: | Palabıyık |

|  |           |                                                   |
|  | Marcatori | 37’ Odoi 76’ (rig.) Werner 80’ Ziyech 90’ Pulisic |

| Arbitro: | Zwayer |

|                                           |           |  |
| Werner 10’ (rig.), 41’ (rig.) Abraham 50’ | Marcatori |  |

| Arbitro: | Kuipers |

|              |           |                              |
| Guirassy 85’ | Marcatori | 22’ Hudson-Odoi 90+1’ Giroud |

| Arbitro: | Dias |

|  |           |                                 |
|  | Marcatori | 8’, 54’, 74’, 83’ (rig.) Giroud |

| Arbitro: | Královec |

|                     |           |             |
| Jorginho 28’ (rig.) | Marcatori | 24’ Cabella |

#### Fase a eliminazione diretta
| Arbitro: | Brych |

|  |           |            |
|  | Marcatori | 68’ Giroud |

| Arbitro: | Orsato |

|                          |           |  |
| Ziyech 34’ Emerson 90+4’ | Marcatori |  |

| Arbitro: | Vinčić |

|  |           |                        |
|  | Marcatori | 32’ Mount 85’ Chilwell |

| Arbitro: | Turpin |

|  |           |              |
|  | Marcatori | 90+4’ Taremi |

| Arbitro: | Makkelie |

|             |           |             |
| Benzema 29’ | Marcatori | 14’ Pulisic |

| Arbitro: | Orsato |

|                      |           |  |
| Werner 28’ Mount 85’ | Marcatori |  |

| Arbitro: | Mateu Lahoz |

|  |           |             |
|  | Marcatori | 42’ Havertz |

## Statistiche

### Statistiche di squadra
| Competizione     | Punti | In casa | In casa | In casa | In casa | In casa | In casa | In trasferta | In trasferta | In trasferta | In trasferta | In trasferta | In trasferta | Totale | Totale | Totale | Totale | Totale | Totale | DR  |
| Competizione     | Punti | G       | V       | N       | P       | Gf      | Gs      | G            | V            | N            | P            | Gf           | Gs           | G      | V      | N      | P      | Gf     | Gs     | DR  |
| ---------------- | ----- | ------- | ------- | ------- | ------- | ------- | ------- | ------------ | ------------ | ------------ | ------------ | ------------ | ------------ | ------ | ------ | ------ | ------ | ------ | ------ | --- |
| Premier League   | 67    | 19      | 9       | 6       | 4       | 31      | 18      | 19           | 10           | 4            | 5            | 27           | 18           | 38     | 19     | 10     | 9      | 58     | 36     | +22 |
| FA Cup           | -     | 3       | 3       | 0       | 0       | 9       | 1       | 1            | 1            | 0            | 0            | 1            | 0            | 6      | 5      | 0      | 1      | 11     | 2      | +9  |
| League Cup       | -     | 1       | 1       | 0       | 0       | 6       | 0       | 1            | 0            | 1            | 0            | 1            | 1            | 2      | 1      | 1      | 0      | 7      | 1      | +6  |
| Champions League | 14    | 6       | 3       | 2       | 1       | 8       | 2       | 6            | 5            | 1            | 0            | 14           | 2            | 13     | 9      | 3      | 1      | 23     | 4      | +19 |
| Totale           | -     | 29      | 16      | 8       | 5       | 54      | 21      | 27           | 16           | 6            | 5            | 43           | 21           | 59     | 34     | 14     | 11     | 99     | 43     | +56 |

### Andamento in campionato
| Giornata  | 1 | 2  | 3 | 4 | 5 | 6  | 7 | 8 | 9 | 10 | 11 | 12 | 13 | 14 | 15 | 16 | 17 | 18 | 19 | 20 | 21 | 22 | 23 | 24 | 25 | 26 | 27 | 28 | 29 | 30 | 31 | 32 | 33 | 34 | 35 | 36 | 37 | 38 |
| --------- | - | -- | - | - | - | -- | - | - | - | -- | -- | -- | -- | -- | -- | -- | -- | -- | -- | -- | -- | -- | -- | -- | -- | -- | -- | -- | -- | -- | -- | -- | -- | -- | -- | -- | -- | -- |
| Luogo     | T | C  | T | C | C | T  | T | C | T | C  | C  | T  | T  | C  | T  | C  | C  | T  | T  | C  | C  | T  | T  | C  | T  | C  | C  | T  | T  | C  | T  | C  | T  | C  | T  | C  | C  | T  |
| Risultato | V | P  | N | V | N | N  | V | V | V | N  | V  | P  | P  | V  | P  | N  | P  | P  | V  | N  | V  | V  | V  | V  | N  | V  | V  | N  | V  | P  | V  | N  | V  | V  | V  | P  | V  | P  |
| Posizione | 3 | 11 | 9 | 7 | 8 | 10 | 7 | 5 | 3 | 3  | 3  | 5  | 7  | 5  | 8  | 6  | 9  | 9  | 7  | 8  | 7  | 6  | 5  | 4  | 5  | 5  | 4  | 4  | 4  | 5  | 5  | 4  | 4  | 4  | 3  | 4  | 3  | 4  |

Legenda:

Luogo: C = Casa; T = Trasferta. Risultato: V = Vittoria; N = Pareggio; P = Sconfitta.

### Statistiche dei giocatori
Sono in corsivo i calciatori che hanno lasciato la società a stagione in corso.
| Giocatore       | Premier League | Premier League | Premier League | Premier League | FA Cup   | FA Cup | FA Cup      | FA Cup     | League Cup | League Cup | League Cup  | League Cup | Champions League | Champions League | Champions League | Champions League | Totale   | Totale | Totale      | Totale     |
| Giocatore       | Presenze       | Reti           | Ammonizioni    | Espulsioni     | Presenze | Reti   | Ammonizioni | Espulsioni | Presenze   | Reti       | Ammonizioni | Espulsioni | Presenze         | Reti             | Ammonizioni      | Espulsioni       | Presenze | Reti   | Ammonizioni | Espulsioni |
| --------------- | -------------- | -------------- | -------------- | -------------- | -------- | ------ | ----------- | ---------- | ---------- | ---------- | ----------- | ---------- | ---------------- | ---------------- | ---------------- | ---------------- | -------- | ------ | ----------- | ---------- |
| Kepa            | 7              | -8             | 1              | 0              | 6        | -2     | 0           | 0          | -          | -          | -           | -          | 1                | -1               | 0                | 0                | 14       | -11    | 1           | 0          |
| A. Rüdiger      | 19             | 1              | 0              | 0              | 4        | 0      | 0           | 0          | -          | -          | -           | -          | 11               | 0                | 1                | 0                | 34       | 1      | 1           | 0          |
| M. Alonso       | 13             | 2              | 2              | 0              | 2        | 0      | 0           | 0          | -          | -          | -           | -          | 2                | 0                | 0                | 0                | 17       | 2      | 2           | 0          |
| A. Christensen  | 17             | 0              | 2              | 1              | 3        | 0      | 0           | 0          | -          | -          | -           | -          | 7                | 0                | 1                | 0                | 27       | 0      | 3           | 1          |
| Jorginho        | 28             | 7              | 2              | 0              | 2        | 0      | 0           | 0          | 1          | 0          | 1           | 0          | 12               | 1                | 4                | 0                | 43       | 8      | 7           | 0          |
| Thiago Silva    | 23             | 2              | 5              | 1              | 2        | 0      | 0           | 0          | 1          | 0          | 0           | 0          | 8                | 0                | 0                | 0                | 34       | 2      | 5           | 1          |
| N. Kanté        | 30             | 0              | 7              | 0              | 4        | 0      | 0           | 0          | 1          | 0          | 0           | 0          | 13               | 0                | 1                | 0                | 48       | 0      | 8           | 0          |
| R. Barkley      | 2              | 0              | 0              | 0              | -        | -      | -           | -          | 1          | 1          | 0           | 0          | -                | -                | -                | -                | 3        | 1      | 0           | 0          |
| T. Abraham      | 22             | 6              | 0              | 0              | 3        | 4      | 0           | 0          | 2          | 1          | 0           | 0          | 6                | 1                | 0                | 0                | 33       | 12     | 0           | 0          |
| C. Pulisic      | 27             | 4              | 2              | 0              | 6        | 0      | 0           | 0          | -          | -          | -           | -          | 10               | 2                | 2                | 0                | 43       | 6      | 4           | 0          |
| T. Werner       | 35             | 6              | 2              | 0              | 4        | 1      | 1           | 0          | 1          | 1          | 0           | 0          | 12               | 4                | 1                | 0                | 52       | 12     | 4           | 0          |
| R. Loftus-Cheek | 1              | 0              | 0              | 0              | -        | -      | -           | -          | -          | -          | -           | -          | -                | -                | -                | -                | 1        | 0      | 0           | 0          |
| W. Caballero    | 1              | -3             | 0              | 0              | -        | -      | -           | -          | 1          | -0         | 0           | 0          | -                | -                | -                | -                | 2        | -3     | 0           | 0          |
| F. Tomori       | 1              | 0              | 0              | 0              | 1        | 0      | 0           | 0          | 2          | 0          | 0           | 0          | -                | -                | -                | -                | 4        | 0      | 0           | 0          |
| K. Zouma        | 24             | 5              | 3              | 0              | 5        | 0      | 0           | 0          | 2          | 0          | 0           | 0          | 5                | 0                | 0                | 0                | 36       | 5      | 3           | 0          |
| E. Mendy        | 31             | -25            | 2              | 0              | -        | -      | -           | -          | 1          | -1         | 0           | 0          | 12               | -3               | 0                | 0                | 44       | -29    | 2           | 0          |
| M. Kovačić      | 27             | 0              | 4              | 0              | 3        | 0      | 0           | 0          | 2          | 0          | 1           | 0          | 10               | 0                | 2                | 0                | 42       | 0      | 7           | 0          |
| O. Giroud       | 17             | 4              | 1              | 0              | 4        | 0      | 0           | 0          | 2          | 1          | 0           | 0          | 8                | 6                | 0                | 0                | 31       | 11     | 1           | 0          |
| M. Mount        | 36             | 6              | 2              | 0              | 5        | 1      | 0           | 0          | 2          | 0          | 0           | 0          | 11               | 2                | 4                | 0                | 54       | 9      | 6           | 0          |
| C. Hudson-Odoi  | 23             | 2              | 0              | 0              | 5        | 1      | 0           | 0          | 2          | 0          | 0           | 0          | 7                | 2                | 0                | 0                | 37       | 5      | 0           | 0          |
| B. Chilwell     | 27             | 3              | 3              | 0              | 3        | 0      | 0           | 0          | 2          | 0          | 0           | 0          | 10               | 1                | 1                | 0                | 42       | 4      | 4           | 0          |
| H. Ziyech       | 23             | 2              | 3              | 0              | 6        | 2      | 0           | 0          | -          | -          | -           | -          | 10               | 2                | 2                | 0                | 39       | 6      | 5           | 0          |
| B. Gilmour      | 5              | 0              | 0              | 0              | 4        | 0      | 0           | 0          | -          | -          | -           | -          | 2                | 0                | 0                | 0                | 11       | 0      | 0           | 0          |
| R. James        | 32             | 1              | 3              | 0              | 5        | 0      | 1           | 0          | -          | -          | -           | -          | 10               | 0                | 0                | 0                | 47       | 1      | 4           | 0          |
| C. Azpilicueta  | 26             | 1              | 5              | 1              | 3        | 0      | 1           | 0          | 3          | 0          | 0           | 0          | 11               | 0                | 1                | 0                | 43       | 1      | 7           | 1          |
| K. Havertz      | 27             | 4              | 2              | 0              | 5        | 1      | 0           | 0          | 1          | 3          | 0           | 0          | 12               | 1                | 1                | 0                | 45       | 9      | 3           | 0          |
| N. Baxter       | -              | -              | -              | -              | -        | -      | -           | -          | -          | -          | -           | -          | -                | -                | -                | -                | -        | -      | -           | -          |
| Emerson         | 3              | 0              | 0              | 0              | 4        | 0      | 0           | 0          | 2          | 0          | 0           | 0          | 6                | 1                | 0                | 0                | 15       | 1      | 0           | 0          |
| T. Anjorin      | -              | -              | -              | -              | 2        | 0      | 0           | 0          | -          | -          | -           | -          | 1                | 0                | 0                | 0                | 3        | 0      | 0           | 0          |